# مجموعة الكلوريت
معادن الكلوريت (بالإنجليزية: Chlorites)‏، هي مجموعة من المعادن التي تشابه إلى حد كبير مجموعة معادن الميكا. وهي تضم عدة معادن ذات خواص بلورية وفيزيائية وكيميائية متشابهة، ومن الصعب التمييز بينها دون اللجوء إلى العديد من الدراسات البصرية والتحاليل الكيميائية والأشعة السينية. والوصف التالي لما نسميه معدن كلوريت ما هو في الواقع إلا وصفاً شاملاً للأنواع الأساسية التابعة لهذه المجموعة وهي كلينوكلور، بينيت، بروكلوريت.

## الوصف
يتبلور المعدن في فصيلة الميل الواحد، نظام المنشور. البلورات مسطحة ذات مظهر سداسي كاذب، يشبه المعدن في هيئته بلورات مجموعة معادن الميكا ولكن يندر وجود البلورات الواضحة. يوجد المعدن عادة في هيئة كتل صفائحية أو مجموعات مكونة من قشور دقيقة. يوجد كذلك في هيئة حبيبات صغيرة منتشرة في الصخر. ينفصم المعدن بسهولة، وانفصامه القاعدي {100} ، الصفائح تنثني، لكن ليست مرنة. الصلادة = 2 – 2.5. الوزن النوعي = 2.6 – 2.9. البريق زجاجي أو لؤلؤي. اللون أخضر بدرجات مختلفة ويندر وجود الأنواع الصفراء أو البيضاء أو الوردية. شفاف أو نصف شفاف. المعدن صعب الانصهار . درجة الانصهار = 5 – 5.5.

## التواجد
معدن كلوريت من المعادن الشائعة الواسعة الانتشار ذات النشأة الثانوية، يتكون المعدن نتيجة لتحلل السليكات المحتوية على الألومنيوم والحديدوز والمغنسيوم مثل البيروكسينات والأمفيبولات والبيوتيت والجارنت. يوجد المعدن حيثما وجدت الصخور المحتوية على مثل هذه المعادن وقد أصبحت صخوراً متحولة. توجد بعض صخور الشست مكونة كلها تقريباً من معدن الكلوريت ويعزى اللون الأخضر لكثير من الصخور النارية إلى وجود الكلوريت الذي نتج من تحلل المعادن السليكاتية الحديدومغنيزية. وكذلك يعزى اللون الأخضر لكثير من صخور الشست والإردواز إلى وجود معدن الكلوريت منتشرا في الصخر في هيئة حبيبات دقيقة. وقد يترسب بعض الكلوريت من المحاليل المائية الحارة.

## الأعضاء
| Baileychlore   | (Zn,Fe+2,Al,Mg)6(Al,Si)4O10(O,OH)8  |
| Chamosite      | (Fe,Mg)5Al(Si3Al)O10(OH)8           |
| Clinochlore    | (Mg,Fe2+)5Al(Si3Al)O10(OH)8         |
| Cookeite       | LiAl4(Si3Al)O10(OH)8                |
| Donbassite     | Al2[Al2.33][Si3AlO10](OH)8          |
| Gonyerite      | (Mn,Mg)5(Fe+3)2Si3O10(OH)8          |
| Nimite         | (Ni,Mg,Al)6(Si,Al)4O10(OH)8         |
| Odinite        | (Fe,Mg,Al,Fe,Ti,Mn)2.4(Al,Si)2O5OH4 |
| Orthochamosite | (Fe+2,Mg,Fe+3)5Al(Si3Al)O10(O,OH)8  |
| Pennantite     | (Mn5Al)(Si3Al)O10(OH)8              |
| Ripidolite     | (Mg,Fe,Al)6(Al,Si)4O10(OH)8         |
| Sudoite        | Mg2(Al,Fe)3Si3AlO10(OH)8            |